# Kadour Naimi
Kadour Naimi (o Kaddour Naïmi; en árabe: 'قدور نعيمي'‎‎; 4 de noviembre de 1945 (79 años), en Sidi Bel Abbes, Argelia) es un productor de cine, dramaturgo, director de cine, profesor, escritor,  ensayista argelino.

## Biografía
Naimi es el hijo de un padre zapatero y una madre ama de casa. Se graduó de un doble curso de enseñanza media en francés y árabe. Después de graduarse, asistió a la Universidad de Oran de 1965 a 1966, donde obtuvo un doble certificado de estudios literarios generales en francés y árabe. De 1966 a 1968, Naimi asistió a la Escuela de Arte Dramático de Estrasburgo, que luego fue dirigido por Hubert Gignoux y Pierre Lefèvre, donde estudió montajes y dramaturgia. De vuelta en Argelia, se hizo conocido en el campo teatral.
A fines de 1973, emigró a Bélgica. De 1974 a 1979, por la Université catholique de Louvain, obtuvo una licenciatura en sociología, luego, de 1979 a 1982, comenzó un doctorado en sociología de la revolución.
Interesado en el cine, en 1982 emigró a Italia, adquirió la ciudadanía y se involucró en el cine, el teatro y la literatura.
Desde octubre de 2016, ha colaborado regularmente para contribuir artículos sociológicos en periódicos y revistas.
En septiembre de 2018, crea Editions Electrons Libres. Ofrecen libros gratuitos, en formato electrónico, texto y audio, en francés, italiano y Dziriya (idioma árabe argelino hablado).

## Carrera

### Teatral

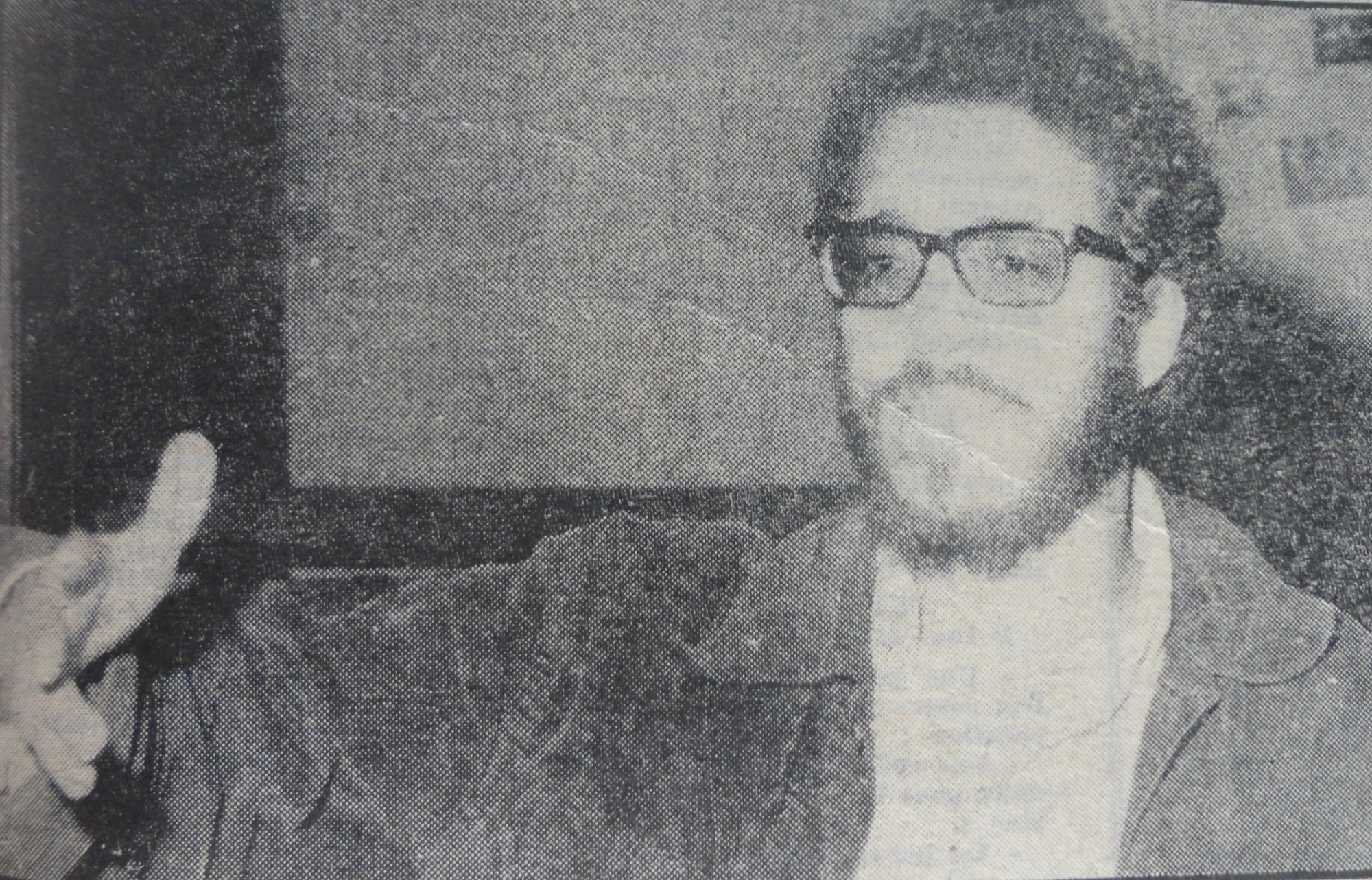
Kadour Naimi, en 1968, entrevistado sobre su pieza teatral Mon Corps, Ta Voix et Sa Pensée (Mi cuerpo, tu voz y su pensamiento), en Argel.

En agosto de 1968, en Oran (Argelia), Naimi creó y dirigió el Théâtre de la mer : Compagnie de recherches et de réalisations théâtrales expérimentales (Teatro del Mar: Compañía de investigaciones y realizaciones teatrales experimentales), cuyo trabajo ha sido innovador en el contexto de la cultura argelina, fomentando la producción independiente, la libertad ética y política, autogestión, creación colectiva, investigaciones y experimentación, teatro popular, y puesta en escena de espectáculos en lugares no convencionales (lugares de trabajo y estudio, o plazas del vecindario).

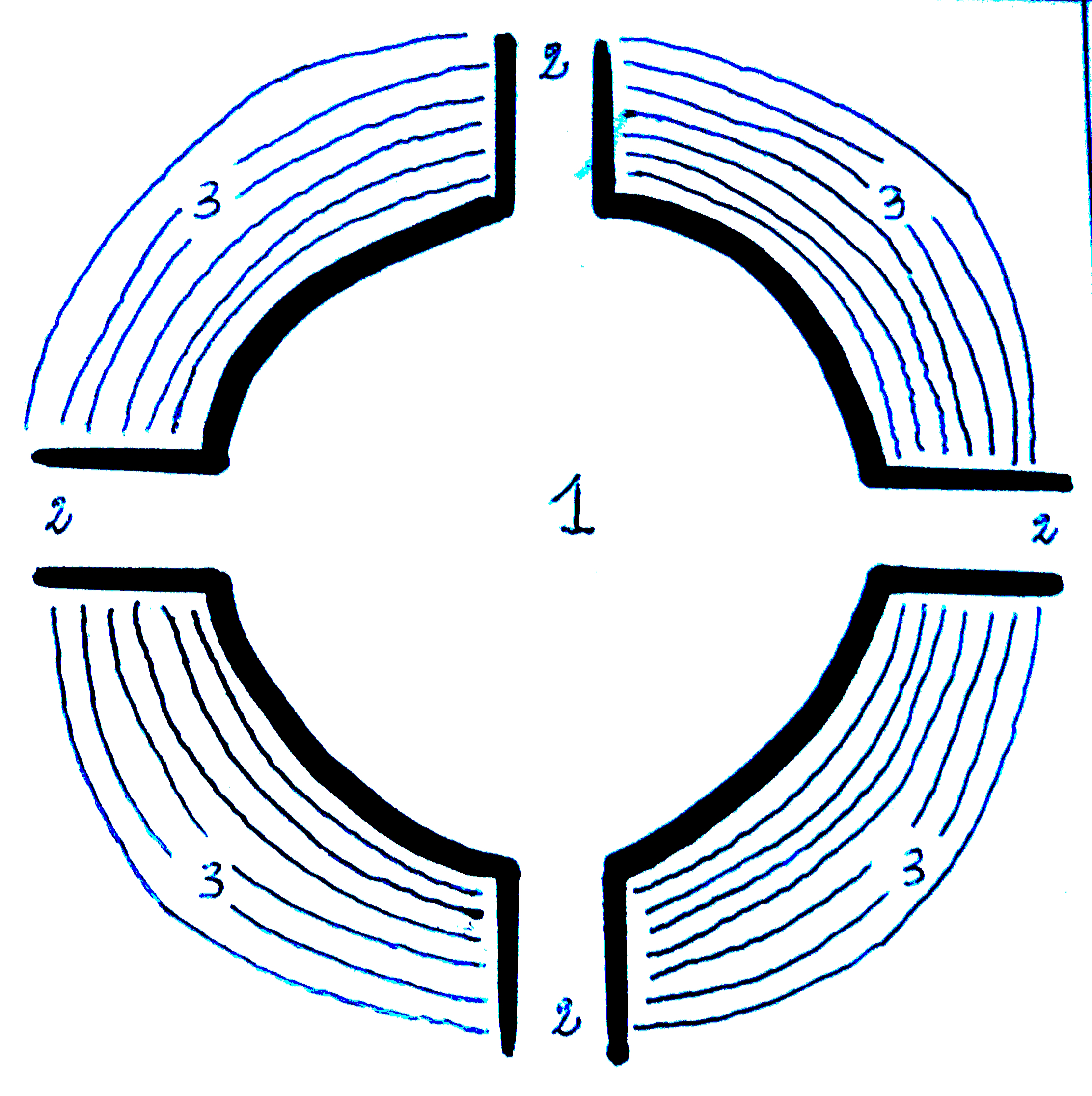
Esquema escenográfico halga, de Kadour Naimi.

La puesta en escena de espectáculos fue modelada después del rito argelino tradicional de Halqa (en árabe: حلقة‎), con un espacio de actuación central en la ronda (1 en el dibujo), pasillos de entrada y salida para los actores (2) y el resto del espacio circundante reservado para los espectadores (3). Las obras se presentaron en zonas rurales, a los agricultores que nunca habían visto este tipo de espectáculo. Se instó al público a asistir a ensayos y observaciones de voz, ya interactuar durante la presentación, para ser parte integral de la acción.

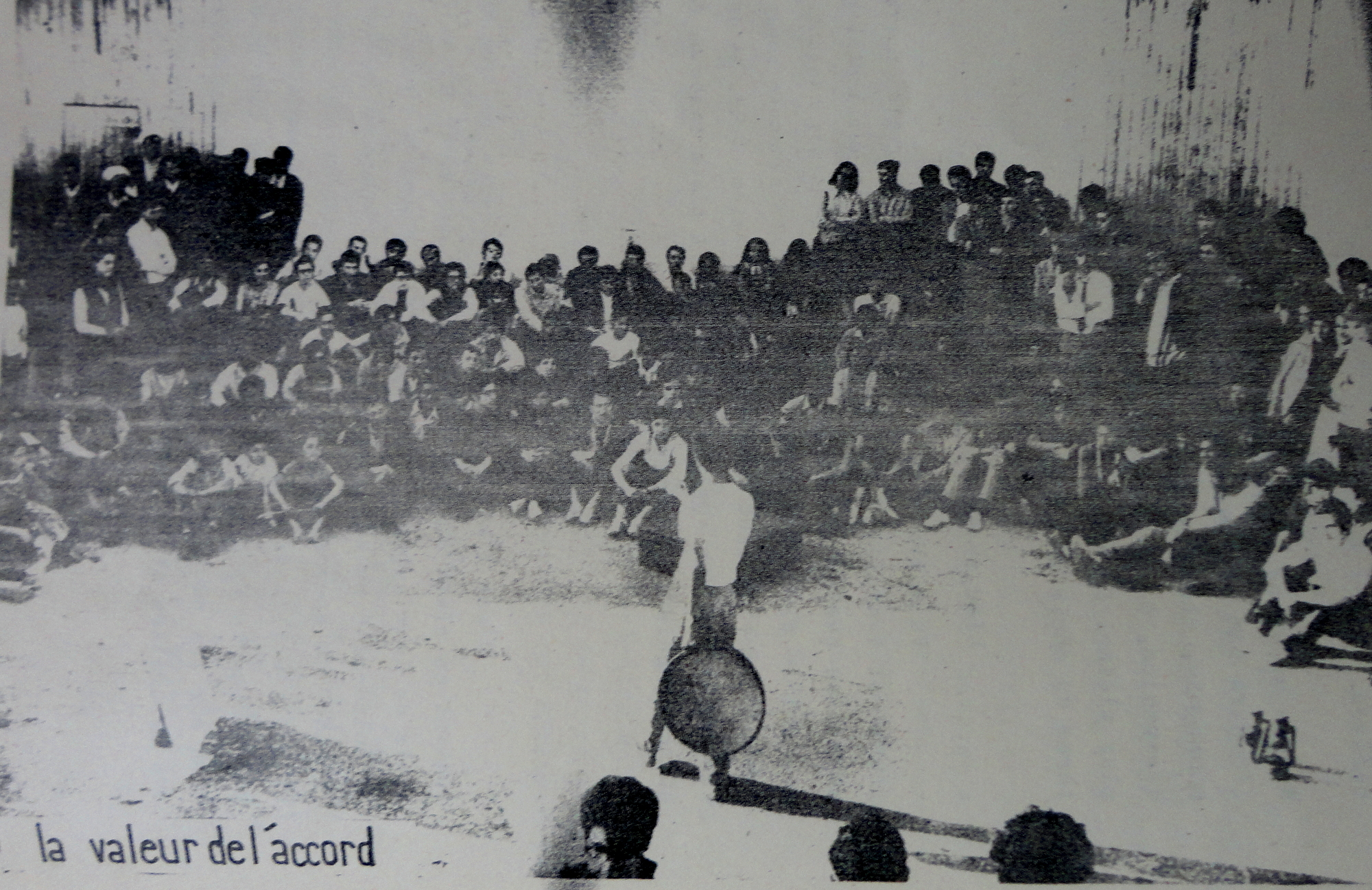
Performance circular de La Valeur de l'Accord sobre una finca, para granjeros y estudiantes, 1969. K. Naimi, al centro, presentando el show.

La escritura teatral tiene la forma de un guion y el rendimiento es cinemático.
La prensa enfatizó la originalidad de las innovaciones y el impacto producido en el público de obras como  Mon corps, ta voix et sa pensée (Mi cuerpo, tu voz y su pensamiento)., La Valeur de l'Accord (El valor del Acuerdo), La Fourmi et l'Éléphant (La hormiga y el elefante), La tendresse, les enfants ! (¡La ternura, chicos!). fr expressed appreciation, así como ensayistas e historiadores. En 1973, recibió el Premio de Investigación en el Festival Internacional de Hammamet (Túnez), su Et à l'aurore où est l'espoir ? (Y al amanecer, ¿dónde está la Esperanza?). En 2012, el Ministerio de Cultura de Argelia reconoció oficialmente el teatro para su producción.
Algunas de las innovaciones teatrales de Naimi han sido influyentes con otros. Hay similitudes entre el teatro de Naimi y el producido por dos hombres del teatro argelino - Kateb Yacine, un dramaturgo y director de cine, y Abdelkader Alloula—en términos de creación colectiva, de espacio circular, experimentación, con variedad de audiencias y lugares de presentaciones. participación de la audiencia, decoración y sugerencia, cuerpo, voz y mente, autogestión, investigación, entrenamiento, y la capital importancia de Bertolt Brecht y de Erwin Piscator

#### Otras obras
- Argelia (Tlemcen): Le Cireur (El limpiabotas, 1965) – escritura, dirección e interpretación.

- Argelia (Béjaïa) – producción del Festival Internacional de Teatro de Béjaïa: Alhanana, ya ouled ! (La Ternura, chicos!) – escritura, coreografía, y dirección.

- Argelia (Oran y Argel) – obras colectivamente producidas y escritas en el "Théâtre de la Mer" ("Teatro del Mar"), fundado y dirigido por Kadour Naimi: Mon corps, ta voix et sa pensée (Mi cuerpo, tu voz y tu pensamiento, fines de 1968), La Valeur de l'Accord (El Valor del Acuerdo, 1969) Forma – Révolu / tion (Forma - Revolu/ción, 1970), La Fourmi et l'Éléphant (La Hormiga y el Elefante, 1971), Mohamed, prends ta valise (Mohamed, toma tu bolso, 1972), escrito colectivamente bajo la dirección de Kateb Yacine. Debido a desacuerdos con este autor, Kadour Naimi dimitió de la compañía.[36]

- Túnez (Hammamet): Et à l'aurore, où est l'espoir ? (Y al amanecer, ¿dónde está la esperanza?, 1973) producción, dirección e interpretación.

- Francia (Estrasburgo): fundación de Ensemble théâtral du Tiers-Monde (Ensamble Teatral del Tercer Mundo, 1967), compuesto de estudiantes; Chant funèbre pour l'ennemi du genre humain (Canción fúnebre para el enemigo del género humano, 1967) – producción, redacción, dirección e interpretación; L'importance d'être d'accord (La importancia de acordar, 1968), por B. Brecht – adaptación, dirección e interpretación.

- Bélgica (Bruselas):  Palestine (Palestina, 1974) – producción, redacción, dirección e interpretación.

- Italia: I Canti di Maldoror (Los cantos de Maldoror, 1984) – adaptación del libro de Lautréamont, producción, coreografía y dirección; Parto senza bagagli (Me voy sin equipaje, 1995), por F. Bagagli e M. Mirojrie.[37][38] Anno Zero (Año Cero, 1996), – produciendo, escribiendo y dirigiendo.

### Cinematografía

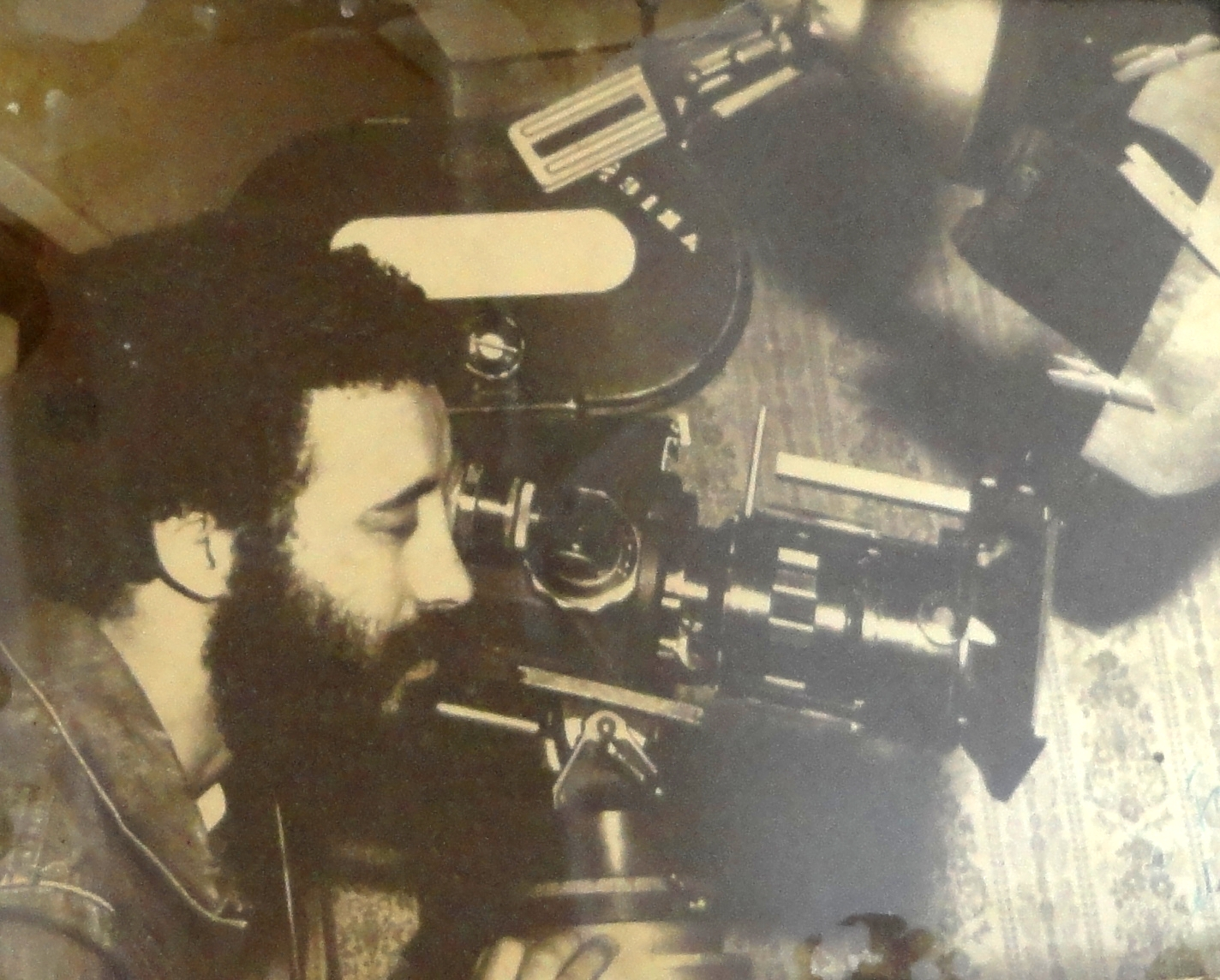
Kadour Naimi, en plena filmació del cortometraje Marco detto Barabba (Marcos llamado Barrabás), 1981

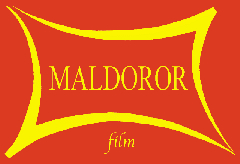
El logo de su productora y distribuidora Maldoror, Roma, Italia, 1986.

En 1986, en Roma, Naimi creó la compañía de producción y distribución  Maldoror Film , y la dirigió hasta su clausura en septiembre de 2009. La compañía produjo las películas y documentales del realizador, excluyendo su primer cortometraje, realizado en 1981. Estuvo involucrado en la producción, escritura, rodaje, iluminación, edición, dirección y la realización de carteles de teatro. Solo excepcionalmente, tenía colaboradores o coproductores.

#### Sus películas
- Marco detto Barabba (Marco llamado Barrabás), ficción (1981);

- Arancia blu (Naranja Azul), documental (1985);

- Anima nera (Ánima negra), documental (1986);

- Festa a Villa Gordiani (Fiesta en Villa Gordiani), documental (1989);

- Anno Zero (Año Cero), documental (1990);

- Ieri, Oggi, Domani (Ayer, Hoy, Mañana), documental (1992);

- Maldoror, ficción, adaptación del trabajo Los cantos de Maldoror por Lautréamont (1997);

- Dove il Sogno diventà Realtà (Donde el Sueño se convierte en realidad), documental (1999);

- Piazza del Mondo (Plaza del Mundo), documental (2003);

- Jesce Sole : Frammenti di vite frammentate, (Levántate, Sol: Fragmentos de vidas fragmentadas), ficción (2006);

- La réalisation de Alhanana, ya ouled ! (¡La realización de la ternura, chicos!), documental (2012);

- 莺歌燕舞 (Yīng gē yàn wǔ – Danzando Yingge), documental, presentado en septiembre de 2014, en el Portobello Film Festival en Londres.[39]

Estos trabajos fueron producidos como independientes, o incluso "guerrilla", cine; con apoyo financiero privado, pero sin apoyo institucional; y con un elenco mínimo. Las películas fueron grabadas digitalmente, con la excepción del primer cortometraje, Marco detto Barabba (Marcos llamado Barrabás), filmado en película de 16 mm a color ; y, las películas se presentaron principalmente fuera del circuito de teatro comercial.

## Otros trabajos

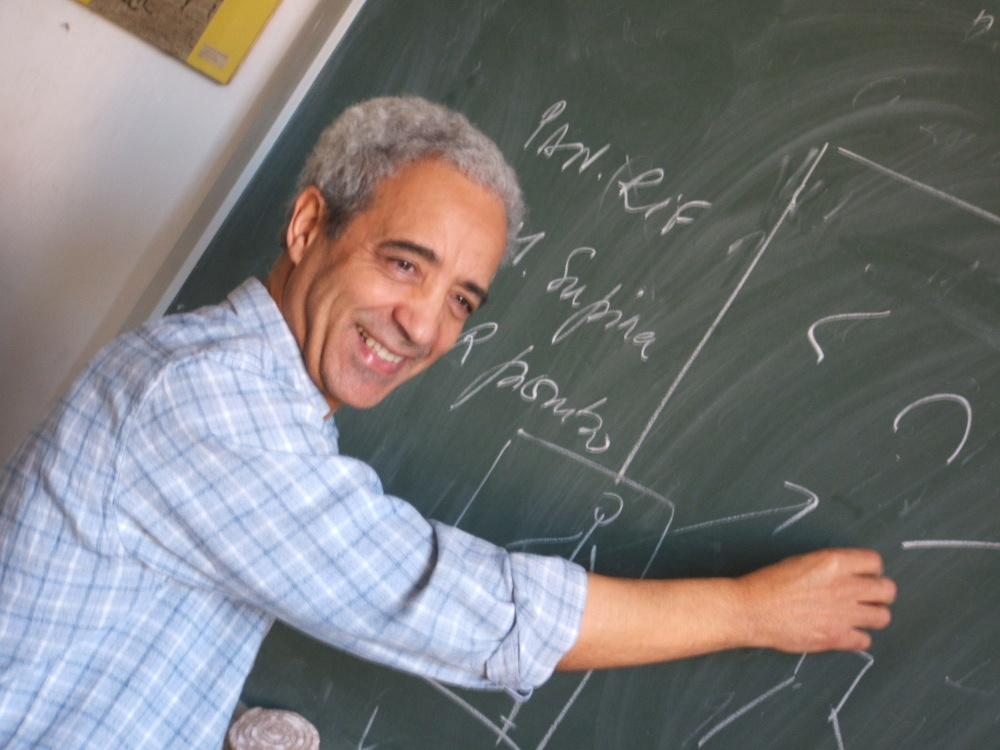
El Prof. Kadour Naimi, enseñando en la Escuela de cine, fundada por él en Roma en 1986 y bajo su dirección hasta su clausura en 2009.

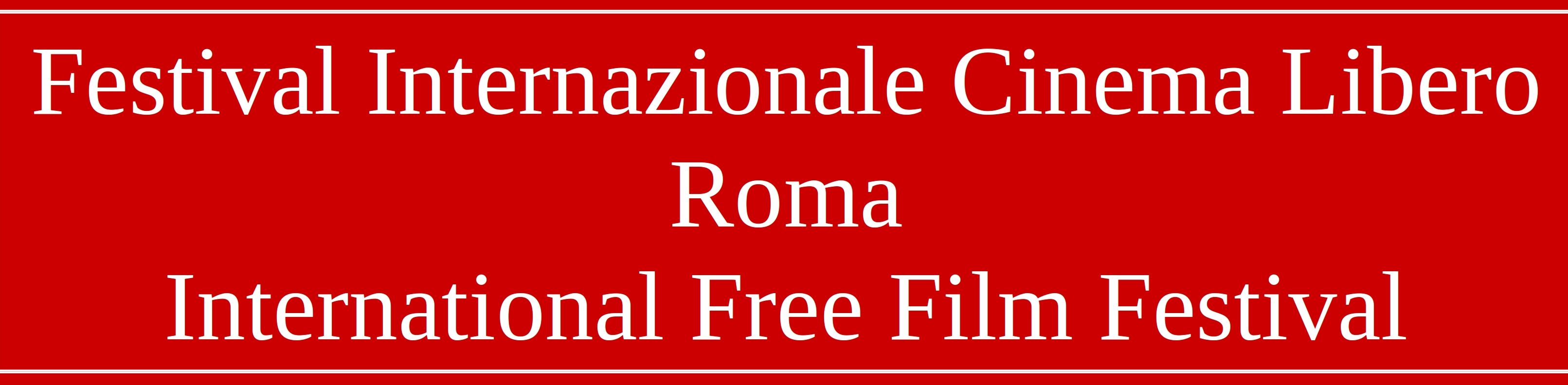

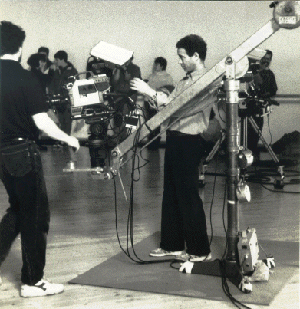
Kadour Naimi, en la televisión, 1995.

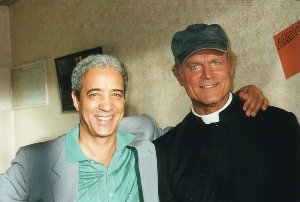
Kadour Naimi (como actor) y Terence Hill durante una filmación.

También en 1986, y en Roma, Naimi estableció la  Escuela de Cine Maldoror . Fue su director, y enseñó allí, hasta su cierre en 2009. En 2006, en Roma, creó y dirigió el Festival Internacional de Cine Gratis, que tuvo lugar anualmente, desde 2006 hasta 2008. Desde enero a junio de 1995, presentó y dirigió un programa de televisión semanal en Tele-Lazio, titulado Cittadini del Mondo (Ciudadanos del Mundo). El programa presentó a artistas e intelectuales italianos de otros países, siendo particularmente sensible a la dimensión internacional y la solidaridad de su trabajo con el público.

### Actuaciones en varias producciones
En teatroBilal (protagonista, 1964), Le cireur (El limpiabotas, protagonista, 1965), Mon corps, ta voix et sa pensée (Mi cuerpo, tu voz y su pensamiento, coprotagonista, 1968), La Valeur de l'accord (El valor del Acuerdo, coprotagonista, 1969).
En televisiónDon Matteo, episodio "Donne e buoi dai paesi tuoi" ("Mujeres y bueyes de los suyos"),
dirigido por Andrea Barzini, coprotagonista con Terence Hill, 2001), Butta la luna (Lanza la luna, por Vittorio Sindoni, caracteres secundarios, 2006), y Capitano 2 (Capitán 2, por Vittorio Sindoni, carácter secundario, 2007).
CinematografíaLa Poussette (El cochecito, por Aziz Benmahjoub, protagonista, 1974), Senza Parole (Sin Palabras, por Antonnello De Leo, carácter secundario, 1995, filme nominado por Óscar al mejor cortometraje en la 69.º Premios Óscar en Los Ángeles).
RadioLe retour au désert (El regreso al desierto, por Bernard-Marie Koltès, directed por Elio De Capitani, 2004).

### Algunas publicaciones
En francés

#### Sociología
- Un mai libre et solidaire : La traversée de 68 par un jeune algérien (Un mayo libre y solidario : el cruce de 68 por un joven argelino), Editions Atelier de Création Libertaire, 2018.
- La Guerre, Pourquoi ? La Paix, Comment ? Éléments de discussion pour gens de bonne volonté (Guerra, ¿por qué? Paz, ¿cómo? Temas para discusión por hombres de buena fe (2016), (en francés),[44].[45]

Novela
- Chants de papillons blancs (Cancións de bolboretas brancas), Editions Electrons Libres, 2018, ISBN 979-10-97177-07-2.

#### Novelas cortas
- Lettre de Rome d'un E.C. (Carta de Roma de un E.C.), quinto premio en Les dernières nouvelles de Rome (Las últimas noticias de Roma) competencia organizada por Librairie française La Procure en Roma (Italia) y Palombi Editori. Publicado en el libro para el concurso, Edición Librairie française, La Procure y Palombi Editori, 2005. Roma, Italia, ISBN 88-7621-216-7.

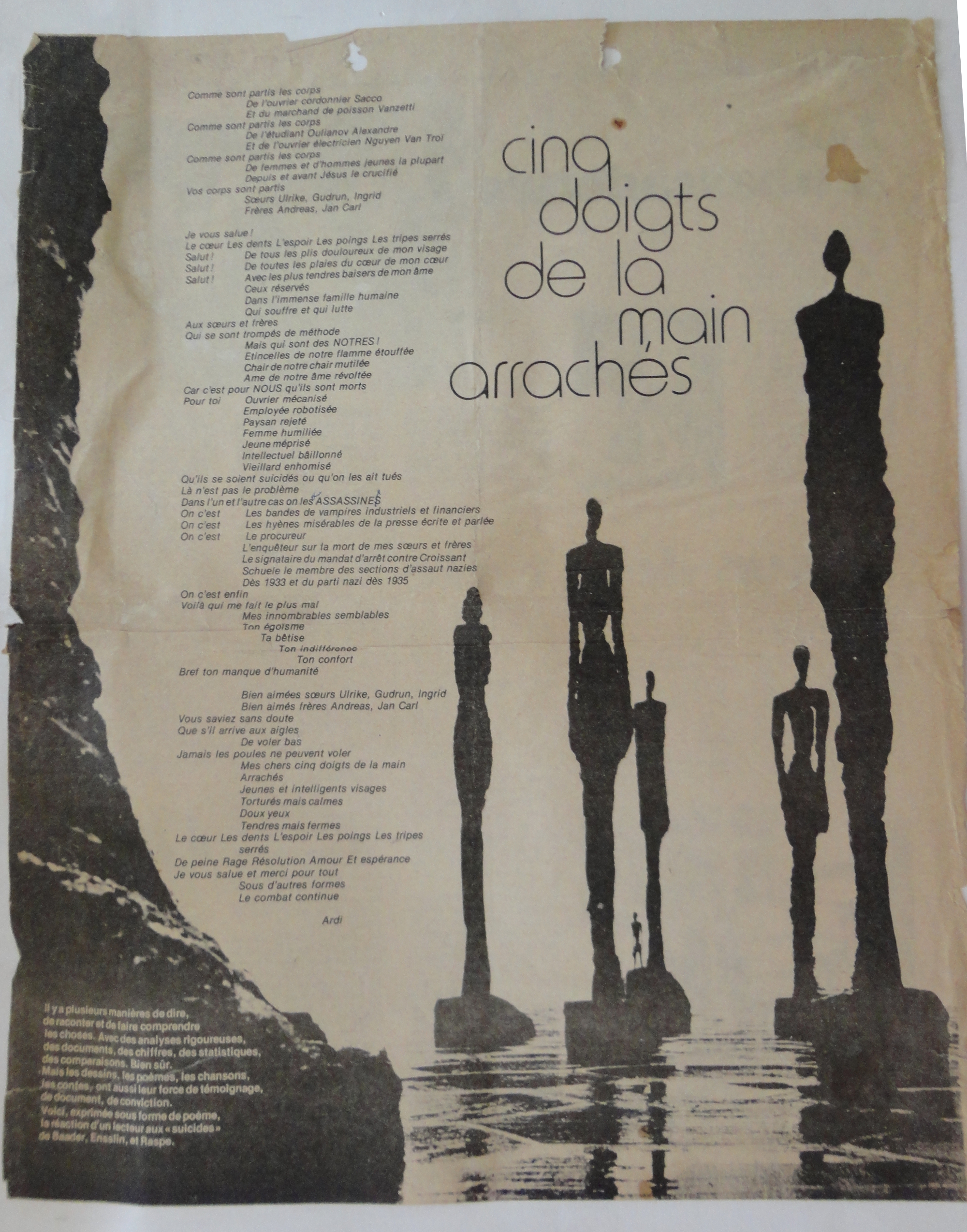
Su primer poema: Cinco dedos arrancados de la mano, publicado en el Semanario FOR the revolution, diciembre de 1977, Bruselas, Bélgica.

#### Poética
- Cinq doigts de la main arrachés (Cinco dedos arrancados de la mano), primer poema publicado, en Pour la révolution (Por la revolución), semanario, Bruselas, Bélgica, del 7 al 13 de diciembre de 1977.

- Mots d'Amour (Palabras de Amor), versión en francés del texto italiano, Edition Lire et méditer, colección. L'Osmose, Agen (Francia), 2011, ISBN 978-2-9522708-5-4.

En italiano

#### Novelas cortas
- Lettera da Roma di un E-C, (Carta de Roma por un E-C) versión italiana de la novela corta francesa. Entre las diez historias más votadas en el concurso Yo y Roma, organizado por la Municipalidad de Roma, publicado por esta institución, 2006.

#### Poética, y poemas individuales
- "Amore fantascienza" ("Amor en ciencia ficción"), en el texto Quartieri di luna (Vecinos de la Luna, Roma, 1998.

- "Come un treno" ("Como un tren"), seleccionada para el International Poetry Prize and Narrative, 1999, y publicado en el texto Le cinque terre: Antologia letteraria (Le Cinque Terre: Antología Literaria), 1999.

- "Exit" (Salida), revisado en Produzione e Cultura (Producción y Cultura), julio–diciembre, Arlem Editore, Roma, 2000.

#### Textos
- Parole d'Amore (Palabras de Amor), con un prólogo por Dacia Maraini, Edizione del Giano, Roma, 2007, ISBN 88-70-74165-6.